# 金昌槿
金 昌槿（キム・チャングン、朝鮮語: 김창근、1930年10月22日 - 1991年8月1日）は、大韓民国の教授、政治家、政治学者。第6・7・8・10代韓国国会議員。第33代交通部（現・国土交通部）長官。本貫は義城金氏。
第7代国会議員の金大鎮は母方の叔父である。

## 経歴
慶尚北道栄州出身。1957年にソウル大学校文理科大学政治学科を卒業し、1960年にフィリピン国立行政大学院を修了した。カリフォルニア大学バークレー校で国際政治学を研究した。その後帰国し、建国大学校・漢陽大学校講師、成均館大学校教授を務めた。
民主共和党の創党の発起人の1人である。1963年の第6回総選挙で初当選し、以後4回当選した。議員在任中はIPU韓国代表、国会財務委員長を歴任した。党職として1963年に民主共和党企画部次長、1966年に党紀委員長、1967年に院内総務とスポークスマン、1971年に第8代国会財務分科委員会委員長、1979年に4選議員として民主共和党政策委員会議長を歴任したほか、1973年に安東文化放送会長を務めた。しかし、1980年の5・17非常戒厳令拡大措置で国会は強制解散された後、同年11月12日の政治風土刷新のための特別措置法により政治活動規制対象者に指定されたため、政治家としては活動できなくなった。
1980年代初に金泳三と金大中に接近し、1984年に民推協常任運営委員、85年に民推協副議長となり、民主化運動に寄与した。第6共和国成立以降は民族問題研究所会長を務め、1988年12月5日から1990年3月18日まで第33代交通部長官を務めた。
肺癌によりニューヨークの病院で61歳で死去した。